# Oxira accentifer
Oxira accentifer är en fjärilsart som beskrevs av Schultz. 1937. Oxira accentifer ingår i släktet Oxira och familjen nattflyn. Inga underarter finns listade i Catalogue of Life.